# Ludolf von Krehl
Albrecht Ludolf von Krehl (Leipzig, 26 de dezembro de 1861 — Heidelberg, 26 de maio de 1937) foi um clínico médico e fisiologista alemão.
Filho do orientalista Christoph Krehl. Estudou na Universidade de Heidelberg e na Universidade de Leipzig, e foi depois assistente de Ernst Leberecht Wagner e Heinrich Curschmann na clínica médica de Leipzig. Habilitou-se em 1888, tornando-se chefe da clínica médica de Jena em 1892. Em 1899 tornou-se diretor da clínica da Universidade de Marburg, e logo a seguir foi professor de patologia especial e terapia de doenças internas em Greifswald (1900–1902).
De 1902 a 1904 foi professor da Universidade de Tübingen, e em 1904 sucedeu Bernhard Naunyn na Universidade de Estrasburgo. Enquanto em Estrasburgo forneceu o suporte necessário a Albert Fraenkel para os últimos testes da estrofantina intravenosa. De 1907 a 1932 foi professor e diretor da clínica médica da Universidade de Heidelberg. Um de seus mais famosos assistentes em Heidelberg foi Viktor von Weizsäcker.
Krehl contribuiu no campo da patologia cardiovascular e com pesquisas de doenças metabólicas. Foi admirador do trabalho psicanalítico de Sigmund Freud e Josef Breuer, e teve grande interesse nos aspectos psicopatológicos da doença de um ponto de vista psicossomático individualizado.
Dentre suas publicações está um livro de referência sobre fisiologia patológica que lançou as bases da medicina clínica. Este livro foi publicado a primeira vez em 1893 com o título Grundriß der allgemeinen klinischen Pathologie (conhecido depois como Pathologische Physiologie), atingindo a marca de quatorze edições. Krehl foi um agente catalisador por trás da fundação do Kaiser Wilhelm Institute for Medical Research, atualmente conhecido como Max-Planck-Institut für medizinische Forschung em Heidelberg.

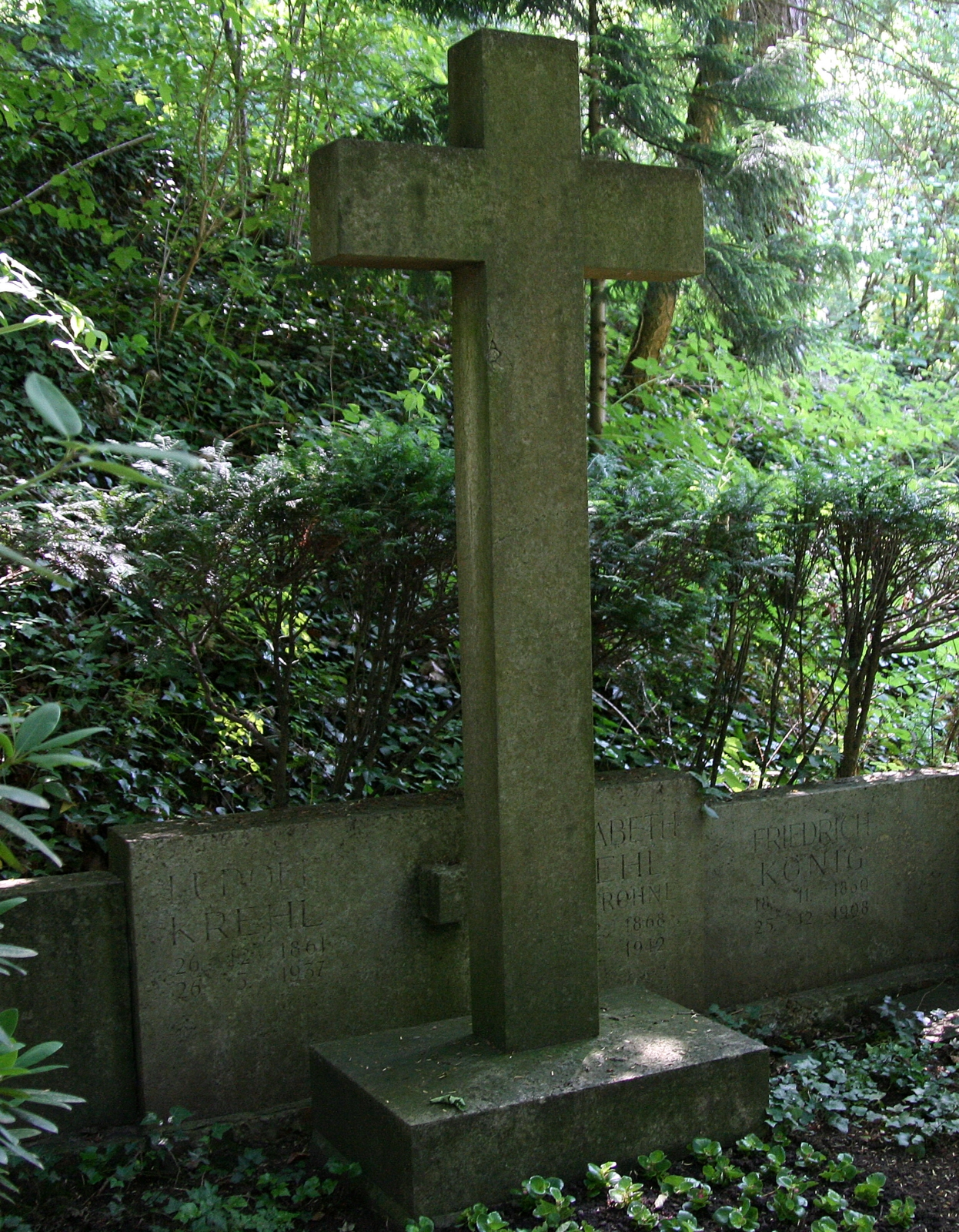
Sepultura de Krehl no Bergfriedhof (Heidelberg)

## Publicações selecionadas
- Grundriß der allgemeinen klinischen Pathologie, (Fundamentals of General Clinical Pathology), later known as Pathologische Physiologie (Pathological Physiology); Leipzig (1893)
- Die Erkrankungen des Herzmuskels, In: Hermann Nothnagel: Experimentelle Pathologie und Therapie, vol. 15/1, Holder, Viena (1901)
- Krankheitsform und Persönlichkeit, Thieme, Leipzig (1929)
- Über die Naturheilkunde, (1935)